# Кучеряново
Кучеря́ново (рос. Кучеряново) — присілок у складі Алнаського району Удмуртії, Росія.

## Населення
Населення — 82 особи (2010; 95 в 2002).
Національний склад станом на 2002 рік:
- удмурти — 82 %

## Урбаноніми[3]
- вулиці — Інтернаціональна, Центральна
- провулок — Садовий, Шкільний